# Mico rondoni
El tití de Rondon (Mico rondoni), también llamado tití de Rondônia, es una pequeña especie de primate de la familia Callitrichidae que habita el sudoeste de la selva amazónica del occidente de Brasil.  

## Distribución
Este mico es endémico del estado de Rondônia, en un territorio limitado por los ríos Mamoré, Madeira, Ji-Paraná, y por la sierra dos Pacaás Novos.
Nunca fue registrado en Bolivia pues la separa de su distribución los ríos Madeira-Mamoré.

## Descripción
Solo pudo ser descrito en el año 2010, y su nombre hace honor al famoso explorador amazónico Cândido Rondon. Anteriormente, este taxón era incluido en Mico emiliae.

## Características
El tití de Rondon es un miembro del grupo del tití plateado (Mico argentatus) dentro del género Mico. Al igual que los otros miembros de su grupo, su pelaje es generalmente de color gris plateado. El color oscuro de gran parte de su cabeza, frente y los lados de su cara, contrasta con una mancha blanquecina en el centro de la frente. Además, tiene tonos en sus patas marrón rojizos y casi negros. Su cola es mayormente negra.
Su peso es en promedio de unos 330 g y su longitud total sin la cola es de 22 cm, y su cola es en promedio de 31 cm.

## Alimentación
Los exudados de la savia de los árboles son una parte importante de la dieta del tití de Rondón, y como otros titíes, su tracto digestivo está especialmente adaptado para este fin. Las adaptaciones incluyen dientes incisivos inferiores en forma de cincel, los que le permiten abrir la corteza de los árboles productores de goma para iniciar un flujo de exudado; además posee un ciego ampliado, lo que le ayuda a digerir los exudados.

## Conservación

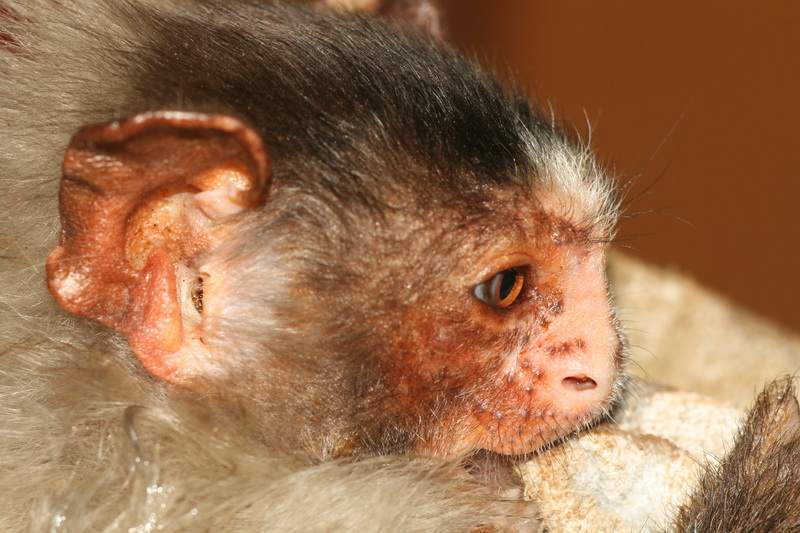
Mico rondoni

A pesar de ser capaz de tolerar la perturbación de su hábitat, el tití de Rondón posiblemente es una de las especies más amenazadas del género Mico. La IUCN lo considera vulnerable, aunque se ha sugerido que una categoría más apropiada para él sería especie con datos insuficientes.
Saguinus fuscicollis weddelli, otro integrante de los Callitrichidae, también habita en la mayor parte de la distribución del tití de Rondón, sin embargo, este último es raro o está ausente en las áreas donde el Saguinus es común.